# Nans Laborde-Jourdàa
Nans Laborde-Jourdàa (nascut el 26 de novembre de 1986 a Auloron e Senta Maria) és un actor i cineasta francès. El seu curtmetratge Boléro es va estrenar al programa de la Setmana de la Crítica del 76è Festival Internacional de Cinema de Canes, on va guanyar la Palma Queer al millor curtmetratge, el Premi Leitz Cine Discovery al curtmetratge, i el Premi Canal+ al millor curtmetratge. El 2024 va guanyar el premi al millor curtmetratge a la Fire!! Mostra Internacional de Cinema Gai i Lesbià.
Anteriorment va dirigir els curtmetratges Looking for Reiko el 2017 i Léo la nuit el 2021. És obertament gai.

## Filmografia

### Actor
| Any  | Títol                              | Paper           | Notes |
| ---- | ---------------------------------- | --------------- | ----- |
| 2008 | La Belle Personne                  |                 |       |
| 2009 | Pardon My French (Un chat un chat) | Amant d’Anaîs   |       |
| 2010 | Mères et Filles                    | Pierre          |       |
| 2011 | Les yeux de sa mère                | Director JT     |       |
| 2013 | Just a Fan                         | Him             |       |
| 2015 | Girl with a Backpack               | Backpacking man |       |
| 2016 | La papesse Jeanne                  | Company 2       |       |
| 2016 | Creuse, le film                    |                 |       |
| 2017 | C'est pas une histoire d'amour     | Evan            |       |
| 2021 | Léo la nuit                        | Paul            |       |
| 2021 | Son Altesse Protocole              | Karl            |       |
| 2023 | Nuits blanches                     | Nans            |       |
| 2023 | La femme de 8h47                   |                 |       |

### Director
| Any  | Títol             | Notes           |
| ---- | ----------------- | --------------- |
| 2017 | Looking for Reiko | Documental      |
| 2021 | Léo la nuit       | També guionista |
| 2023 | Boléro            | També guionista |